# パワーナップ
パワーナップ (power-nap) とは、一般的に15 - 30分程度の短い仮眠のことである。この用語はコーネル大学の社会心理学者ジェームス・マースによる造語である。時間あたりに対する睡眠の効用を最大化する睡眠法とされている。キャットナップとも呼ばれている。
このタイプの睡眠パターンは多相睡眠法（一日に必要な睡眠時間を短く分割して取る方法）と関連してはいるが、どちらかといえば通常の睡眠の不足分を補うために用いられている。特に睡眠不足が蓄積してしまっている人に効果的といわれている。
パワーナップは30分を越えるべきではないとされている。その理由は、それ以上眠り続けると深い眠りに達してしまうからである。深い眠りに達した後に起きると睡眠惰性（スリープ・イナーシア）としても知られる状態に陥り、疲労感がより増してしまうといった結果に繋がる。

## 睡眠時間の長さについて
この睡眠パターンの提唱者たちが薦める睡眠時間の長さは一様ではない。多くの人々は睡眠には最も適した時間の長さ（例：睡眠8時間説）があると主張しているが、これは科学的見地に基づく意見ではない。パワーナップを定期的に行う人々は一般的にどの程度の仮眠時間が彼ら自身にとって最も効果的かを良く知っている。
一部の人々はやむを得ずパワーナップを取っていることがある。例えば夜間に十分な睡眠を取ることが出来ず仕事中に眠気をもよおし、昼食時間に寝てしまうといった人たちである。但し、たとえ夜間に十分な睡眠を取ることが出来るとしても定期的にパワーナップを行うことを好む人々は存在する。

## 実際の活用事例
オーストラリア・ビクトリア州における交通事故対策委員会はドライバーに15分ほどのパワーナップを促進する宣伝活動に力を入れている。自動車を運転する際の疲労に対するリスクを軽減させることを目的としたものである。
ニューヨーク州の例では、メトロナップスという企業のエンパイアステートビル支店においてパワーナップのための設備（半遮蔽カプセル型安楽椅子）が1回につき14ドルで提供されている。利用者は月65ドルにて使い放題の会員権を購入することができる。

## カフェイン仮眠
カフェイン仮眠（Caffeine nap）とは、カフェインを摂取した後で短時間の仮眠をとる事である。運転シミュレータおよび一連の研究において、Horne氏とReyner氏は、少し睡眠不足の被験者たちを対象に、冷たい空気に当たる事、ラジオ、仮眠なしの休憩、仮眠、カフェイン錠剤と偽薬、およびカフェインを摂取した後の短時間の仮眠が持つ効果を調査した。これらのうち、交通「事故」および主観的な眠気を低減させる効果は、「カフェインを摂取した後の短時間の仮眠」が断然最も高かったと述べられている。コーヒーに含まれるカフェインの覚醒効果が現れるまでには約30分かかる。したがって、「コーヒーを摂取した直後に仮眠を行えば、短時間の（95分以内の）仮眠が妨げられることにはならない」。

## 補足
NASA研究所は短い仮眠が記憶機能を改善することは認めているが、基礎的な注意力を改善するものではないとしている。